# AFL - Division Ladies 2015
La AFL - Division Ladies 2015 è la 16ª edizione del campionato di football americano femminile di primo livello, organizzato dalla AFBÖ.

## Squadre partecipanti
| Club                   | Città    | Stadio | Sponsor ufficiale | Risultato nella stagione 2014 |
| ---------------------- | -------- | ------ | ----------------- | ----------------------------- |
| Budapest Wolves Ladies | Budapest |        |                   |                               |
| Danube Dragons Ladies  | Vienna   |        |                   |                               |
| Graz Giants Ladies     | Graz     |        |                   |                               |
| Schwaz Hammers Ladies  | Schwaz   |        |                   |                               |
| Vienna Vikings Ladies  | Vienna   |        | Dacia             |                               |

## Stagione regolare

### Calendario

#### 1ª giornata
| 3 settembre 2015 | Graz Giants Ladies | 9 – 28 | Schwaz Hammers Ladies |  |

#### 2ª giornata
| 20 settembre 2015 | Schwaz Hammers Ladies | 0 – 38 | Budapest Wolves Ladies |  |

#### 3ª giornata
| 26 settembre 2015 | Vienna Vikings Ladies | 65 – 0 | Schwaz Hammers Ladies |  |

| 26 settembre 2015 | Budapest Wolves Ladies | 60 – 0 | Graz Giants Ladies |  |

#### 4ª giornata
| 3 ottobre 2015 | Graz Giants Ladies | 0 – 53 | Vienna Vikings Ladies |  |

| 4 ottobre 2015 | Danube Dragons Ladies | 49 – 0 | Budapest Wolves Ladies |  |

#### 5ª giornata
| 10 ottobre 2015 | Schwaz Hammers Ladies | 0 – 50 | Danube Dragons Ladies |  |

#### 6ª giornata
| 18 ottobre 2015 | Vienna Vikings Ladies | 50 – 0 | Danube Dragons Ladies |  |

#### 7ª giornata
| 25 ottobre 2015 | Danube Dragons Ladies | 55 – 0 (26-0 22-0 0-0 7-0) | Graz Giants Ladies |  |

| 25 ottobre 2015 | Budapest Wolves Ladies | 6 – 50 | Vienna Vikings Ladies |  |

### Classifica
La classifica della regular season è la seguente:
- PCT = percentuale di vittorie, G = partite giocate, V = partite vinte,  P = partite perse, PF = punti fatti, PS = punti subiti

| Pos. | Squadra                | PCT   | G | V | N | P | PF  | PS  |
| ---- | ---------------------- | ----- | - | - | - | - | --- | --- |
| 1    | Vienna Vikings Ladies  | 1.000 | 4 | 4 | 0 | 0 | 218 | 6   |
| 2    | Danube Dragons Ladies  | .750  | 4 | 3 | 0 | 1 | 154 | 50  |
| 3    | Budapest Wolves Ladies | .500  | 4 | 2 | 0 | 2 | 104 | 99  |
| 4    | Schwaz Hammers Ladies  | .250  | 4 | 1 | 0 | 3 | 28  | 162 |
| 5    | Graz Giants Ladies     | .000  | 4 | 0 | 0 | 4 | 9   | 196 |

## Finali

### Finale 3º - 4º posto
| 1º novembre 2015 | Budapest Wolves Ladies | 58 – 0 | Schwaz Hammers Ladies |  |

### XVI Ladies Bowl
| 1º novembre 2015 | Vienna Vikings Ladies | 26 – 14 | Danube Dragons Ladies |  |

## Verdetti
- Vienna Vikings Ladies Campionesse dell'Austria 2015